# جبل ذباب
جبل ذباب أو جبل الراية والمعروف حاليا باسم القرين، أحد جبال المدينة المنورة , يقع شمال المدينة المنورة وشرق جبل سلع، ويبعد عن المسجد النبوي الشريف بحدود كيلومتر ونصف, وهو جبل صغير أسود لا يتجاوز ارتفاعه عشرين متر، وهو في أول طريق العيون وخلف محطة الزغيبي، وعلى هذا الجبل ضرب رسول الله ﷺ قبته للأشراف على أعمال حفر الخندق، وعليه يقع مسجد الراية.
ويروى أنه سمي بهذا الاسم نسبة إلى رجل من اليمن قدم إلى المدينة المنورة وقتل بعض أهلها فقتل وصلب على بعض صخوره. وكانت الطريق الخارجة من ثنية الوداع الشامية تمر به فيراه الداخلون والخارجون، كما أن الخندق الذي حفره المسلمون في غزوة الخندق يمر من قاعدته الغربية، وتذكر بعض الكتب التاريخية أنه ضربت قبة لرسول الله ﷺ فوقه، كما عقدت له فيه عقد راية لبعض الصحابة عنده، ولذلك بني فوقه مسجد أثري صغير سمي مسجد الراية ويسمى مسجد ذباب، وفي وقتنا الحاضر غطى العمران معظم الجبل، وأصبح المسجد الأثر المميز للجبل.
يقع هذا الجبل في شمال المدينة المنورة وشرق جبل سلع، ويبعد عن المسجد النبوي الشريف بحدود 1.5كم،